# Champions Trophy 1981
Il Champions Trophy 1981-1982 è stata la 3ª edizione del torneo europeo di pallamano riservato alle squadre vincitrici, l'anno precedente, le coppe europee.

Esso è stato organizzato dall'International Handball Federation, la federazione internazionale di pallamano.

Il torneo è stato vinto dalla compagine tedesca orientale dell'SC Magdeburgo per la 1ª volta nella sua storia.

## Squadre qualificate
- Campione d'Europa in carica:  SC Magdeburgo
- Detentore della Coppa delle Coppe:  TUS Nettlestedt Lubecca

## Finale
| Campioni d'Europa | Detentore Coppa delle Coppe | Risultato |
| ----------------- | --------------------------- | --------- |
| SC Magdeburgo     | TUS Nettlestedt Lubecca     | Dortmund  |
| SC Magdeburgo     | TUS Nettlestedt Lubecca     | 24 - 19   |

## Campioni
| Vincitore del Champions trophy 1981-1982 |
| ---------------------------------------- |
| SC Magdeburgo 1º titolo                  |